# خاندان اوتا
خاندان اوتا (انگلیسی: Ōta clan) یکی از خاندان های منشعب شده از خاندان سیوا گنجی در ژاپن بود.